# Vasu
En el hinduismo, los vasus son deidades asistentes de Indra (y más tarde de Visnú).
Son ocho dioses elementales —entre los 33 dioses principales— que representan aspectos de la naturaleza y fenómenos naturales.
- vasu, en el sistema AITS (alfabeto internacional para la transliteración del sánscrito).
- वसु, en escritura devanagari del sánscrito.
- Pronunciación: [vásu].[1]

## Etimología[1]
Según el diccionario sánscrito-inglés de Monier Williams, el nombre común vásu significa:
- ‘excelente, bueno, beneficiario’;
- ‘dulce’;
- ‘seco’.

Refiriéndose a estos dioses significaría ‘los buenos’ o ‘los brillantes’ y —según el Rig-veda, el Átharva-veda, el Majábharata y el Ramaiana— se referiría a:
- los Āditiás
- los Maruts
- los Ashvin
- Indra
- Ushás (la Aurora).
- Rudra
- Vaiú
- Visnú
- Shivá o
- Kúbera.

También significa:
- Un nombre simbólico del número ocho (según el Brijat-sanjitá de Varaja Mijira).
- Nombre de una hija de Daksha y madre de todos los Vasus (según el Jari-vamsha y el Vishnú-purana).
- Riqueza, bienes, propiedades (según el Rig-veda).
- Vasosh-Pati: el dios de la riqueza o de las propiedades (según el Átharva-veda 1.12).
- Vasoshpati, ‘el dios de la vida’ (según el «paippalāda-śākhā» del Átharva-veda).
- ‘Habitante’ o ‘habitar’ (como en sámvasu [sáṃ-vasu]: ‘completo habitante’).
- Nombre de un hijo de Krishná (según el Bhágavata-purana).
- Nombre de un rey de Cachemira
- Un rayo de luz, según el comentarista Iaska acerca del Naighantuka (1.15).
- Un tipo particular de rayo de luz, según el Vishnú-puraná.
- Nombre de un rishí; con el patronímico Bharad Vasha, es autor del texto 9.80-82 del Rig-veda; es contado entre los Siete Sabios. Según el Jari-vamsha.
- Nombre de un hijo de Manu. Según el Jari-vamsha.
- Nombre de un hijo de Uttāna-Pāda. Según el Jari-vamsha.
- Nombre de un príncipe de los chedis, también llamado Upari-Chara. Según el Majábharata.
- Nombre de un hijo de Ílina. Según el Majábharata.
- Nombre de un hijo de Kuśa and the country called after him. Según el Rig-veda.
- Nombre de un hijo de Vasu-Deva (supuesto padre de Krishná). Según el Bhágavata-purana.
- Nombre de un hijo de Vatsara. Según el Bhágavata-purana.
- Nombre de un hijo de Jirania Retas, y también el varsha reinado por él. Según el Bhágavata-purana.
- Nombre de un hijo de Bhūtajyotis. Según el Bhágavata-purana.
- Nombre de un hijo del asura Naraka. Según el Bhágavata-purana.
- luz, esplendor. Según lexicógrafos.
- una droga particular. Según lexicógrafos.
- otra droga particular. Según lexicógrafos.
- un tipo de sal (vasu-romaka). Según lexicógrafos.
- agua. Según lexicógrafos.
- un caballo. Según lexicógrafos.
- shiama (negro, oscuro). Según lexicógrafos.

## Ocho Vasus
Hay distintas listas de los ocho Vasus en diferentes textos, a veces únicamente porque algunas deidades en particular cambian sus nombres.
La siguiente lista presenta los nombres y significados de acuerdo con el Brijad-araniaka-upanishad y el Majábharata:
| Brijad-araniaka-upanishad | Brijad-araniaka-upanishad                            | Majábharata                  | Majábharata                                |
| nombre                    | significado                                          | nombre                       | significado                                |
| ------------------------- | ---------------------------------------------------- | ---------------------------- | ------------------------------------------ |
| Agní                      | ‘fuego’                                              | Anala (también llamado Agní) | ‘fuego, jugo gástrico, bilis, viento’      |
| Prithvi                   | ‘tierra’                                             | Dhará                        | ‘apoyo’                                    |
| Vaiú                      | ‘viento’                                             | Anila                        | ‘viento’                                   |
| Antariksha                | ‘atmósfera’                                          | Aja (aha)                    | ‘penetrante’                               |
| Áditia                    | ‘eterno’, un nombre muy común del dios del sol Suria | Prati Usha                   | ‘aurora’ o ‘luz’                           |
| Diaús                     | ‘cielo’                                              | Prabhasa                     | ‘amanecer brillante’                       |
| Chandramas                | ‘Luna’                                               | Soma                         | ‘planta soma’ y un nombre común de la Luna |
| Nakshatrani               | ‘estrellas’                                          | Dhruvá                       | ‘estable’, nombre de la estrella Polaris   |

Los nombres de los Vasus —según el Vishú-purana— son:
- Apa (relacionado con ap: ‘agua’) o Aján (ahan, el día).
- Dhruvá (la Estrella Polar).
- Soma (la Luna).
- Dhava o Dhara
- Anila (la viento).
- Anala o Pávaka (el fuego).
- Prati Usha (el atardecer).
- Prabhasa (la luz).

## En el «Ramaiana» y en el «Majábharata»
En el Ramaiana, los Vasus son hijos del sabio Kashiapa con Áditi; así son hermanos de los Aditiás.
En cambio en el Majábharata son hijos de Prayapati (hijo de Manu, quien es hijo de Brahma) con diversas madres.
El Majábharata relata cómo los Vasus, liderados por Prithu (que aquí presumiblemente es una forma masculina de Prithuí) estaban divirtiéndose en el bosque, cuando la esposa de Diaús descubrió una excelente vaca y persuadió a su esposo Diaús a que la robara. Él lo hizo, con el acuerdo y la ayuda de Prithu y sus otros hermanos.
Desafortunadamente para los Vasus, la vaca era propiedad del sabio Vasishta que se dio cuenta —mediante sus poderes místicos producto de su ascetismo— que los Vasus la habían robado. De inmediato los maldijo a nacer en la Tierra como los mortales. Los Vasus le suplicaron que los perdonara, entonces Vasishta prometió que siete de ellos se liberarían de la vida terrenal dentro de un año de haber nacido, y que sólo Diaús tendría que pagar la pena completa. El Vasu solicitó entonces a la diosa Ganga (el río Ganges) que fuera su madre. Ganga se encarnó y se convirtió en la esposa del rey Santanu, a condición de que nunca la contradijera de ninguna manera. Cuando fueron naciendo sus primeros siete hijos, uno por año, Ganga los ahogó uno por uno en sus propias aguas, liberándolos de la maldición de Vasistha, y el rey no se opuso. Sólo cuando nació el octavo, el rey finalmente se opuso a su esposa, que por lo tanto lo dejó vivir (y desapareció para siempre). Así el octavo hijo, Diaús encarnado, se mantuvo vivo, encarcelado en una forma mortal, y fue conocido más tarde como Bhishmá.
Una sección más moderna del Majábharata da una versión alternativa de esta leyenda, en la que cada uno de los Vasus dio una parte de sí mismo para crear un noveno ser, y así los ocho más tarde fueron ahogados por su madre Ganga, dejando sólo este noveno compuesto de partes de todos los Vasus (Bhishmá) para que viviera una vida mortal muy larga.